# Azteca stanleyuli
Azteca stanleyuli är en myrart som beskrevs av Auguste-Henri Forel 1921. Azteca stanleyuli ingår i släktet Azteca och familjen myror. Inga underarter finns listade.